# Karin Månsdotter

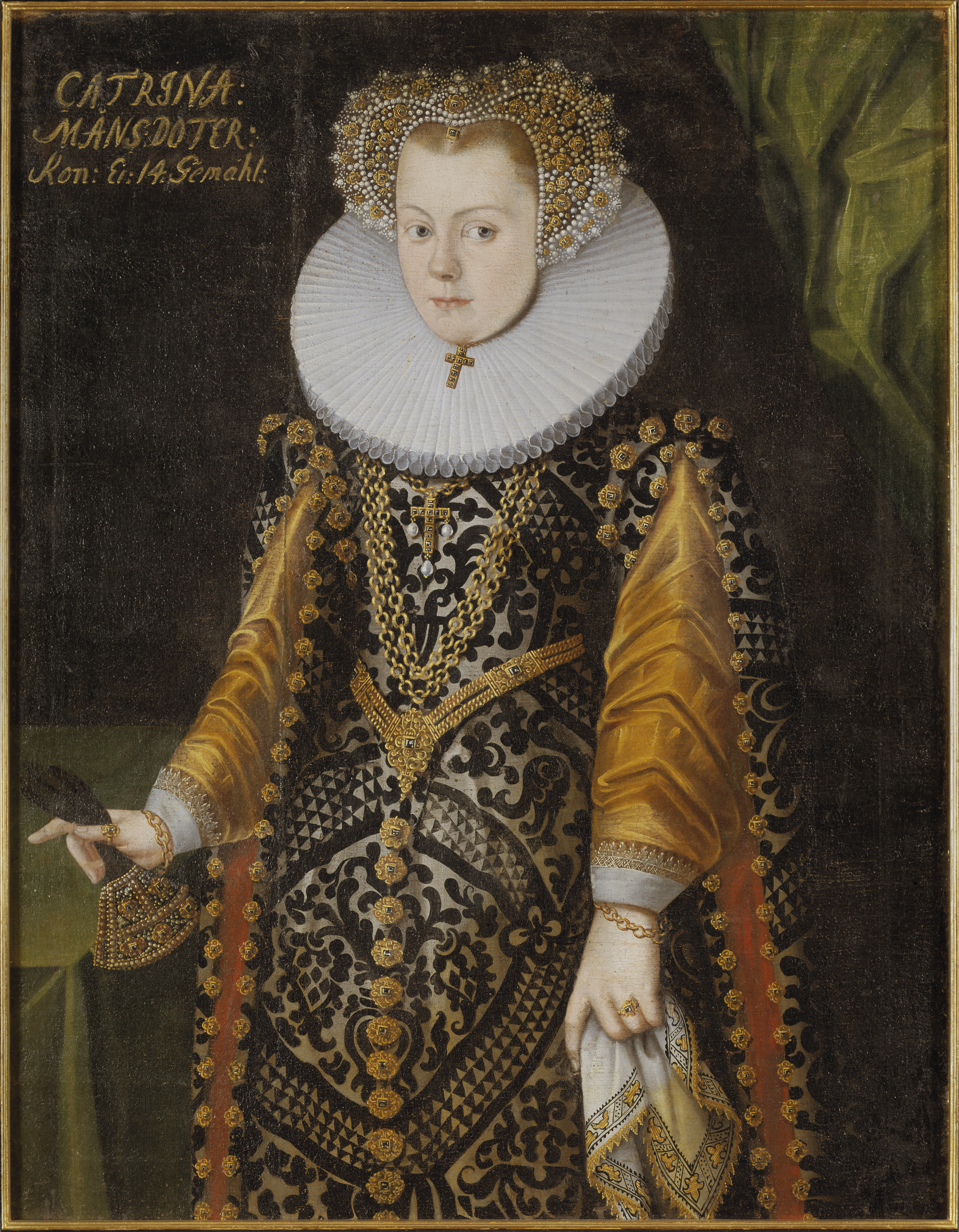
Karin Månsdotter (?), 1580

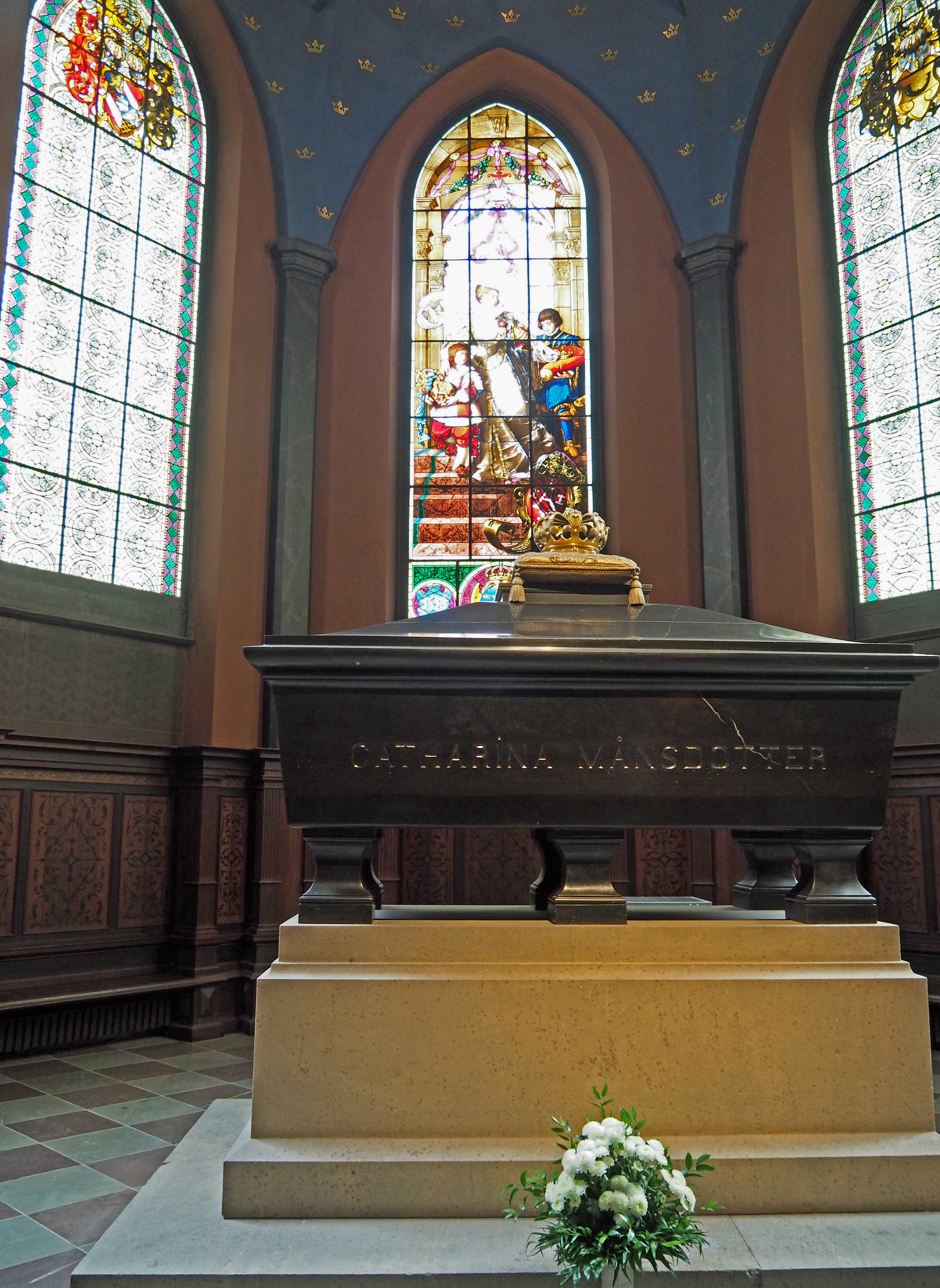
Sarkophag von Karin Månsdotter im Dom von Turku

Karin Månsdotter (* 6. Oktober oder 6. November 1550 in Uppland; † 13. September 1612 auf dem Hof Liuksiala in Kangasala) war die Ehefrau des schwedischen Königs Erik XIV. (1533–1577).

## Frühe Jahre
Karin Månsdotters Eltern waren Måns Månsson und Ingrid Jakobsdotter. Der Vater war wahrscheinlich Soldat und stammte aus eher einfachen Verhältnissen. Karin fand zunächst Anstellung bei Gert Cantor, der als Hofmusiker in Stockholm engagiert war. Früh verwaist war sie spätestens seit Anfang 1565 als Kammerzofe am Hof von Elisabet Wasa, einer Tochter Gustavs I. Wasa, beschäftigt. Im Alter von fünfzehn Jahren wurde Karin die Geliebte König Eriks XIV.

## Königin
Bereits am 13. Juli 1567 wurden Karin und Erik – wohl aufgrund von Widerständen im Adel wegen ihrer niederen Herkunft – heimlich durch den schwedischen Erzbischof in Stockholm getraut, was erst im Dezember 1567 bekannt wurde. Wenig später stimmte der Reichsrat einer Vermählung zu. Am 4. Juli 1568 heirateten Karin Månsdotter und König Erik XIV offiziell. Einen Tag später wurde sie zur schwedischen Königin gekrönt. Ein Aufstand des schwedischen Adels und die Gefangennahme des Königs am 29. September desselben Jahres, angezettelt durch seinen Bruder Johann, zwangen Erik aber schon kurz danach zum Thronverzicht.

## Witwe

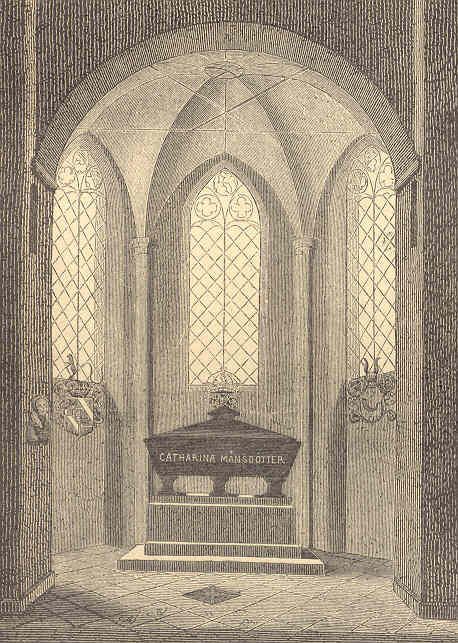
Karin Månsdotters Grabkapelle in der Domkirche von Turku, Zeichnung von 1889

Nach dem Tod ihres Mannes 1577 lebte Karin Månsdotter zurückgezogen, aber begütert auf dem Hof Liuksiala in Kangasala in Finnland. Im Volk blieb sie populär. Sie liegt heute in der Domkirche von Turku begraben. Für ihre Grabkapelle im Dom entwarf der finnisch-russische Maler Wladimir Swertschkow im Jahre 1867 ein Glasfenster. Karin Månsdotter ist die einzige schwedische Königin, die in Finnland bestattet wurde.

## Familie
Karin Månsdotter und Erik XIV. hatten eine Tochter und drei Söhne:
- Sigrid (* 15. Oktober 1566; † 1633)
- Gustav (* 28. Januar 1568; † 22. Februar 1607)
- Henrik (* 24. Januar 1570; † 1574)
- Arnold (* 1. November 1572; † 1573)

## Tod
Karin Månsdotter verstarb am 13. September 1612 im Alter von 61 Jahren auf dem Hof Liuksiala in Kangasala.

## Nachleben

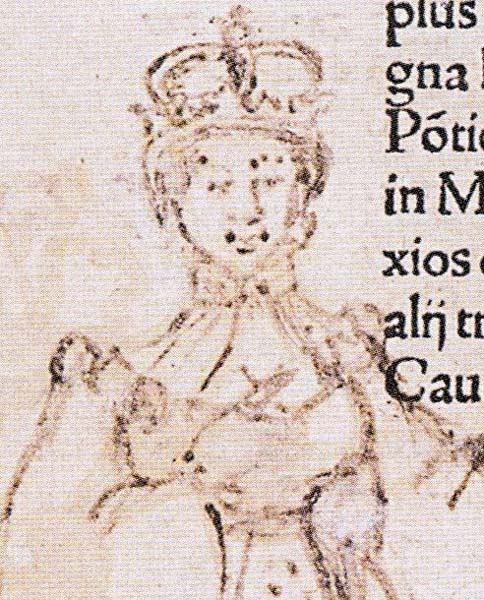
Karin Månsdotter, gezeichnet von ihrem Mann im Gefängnis

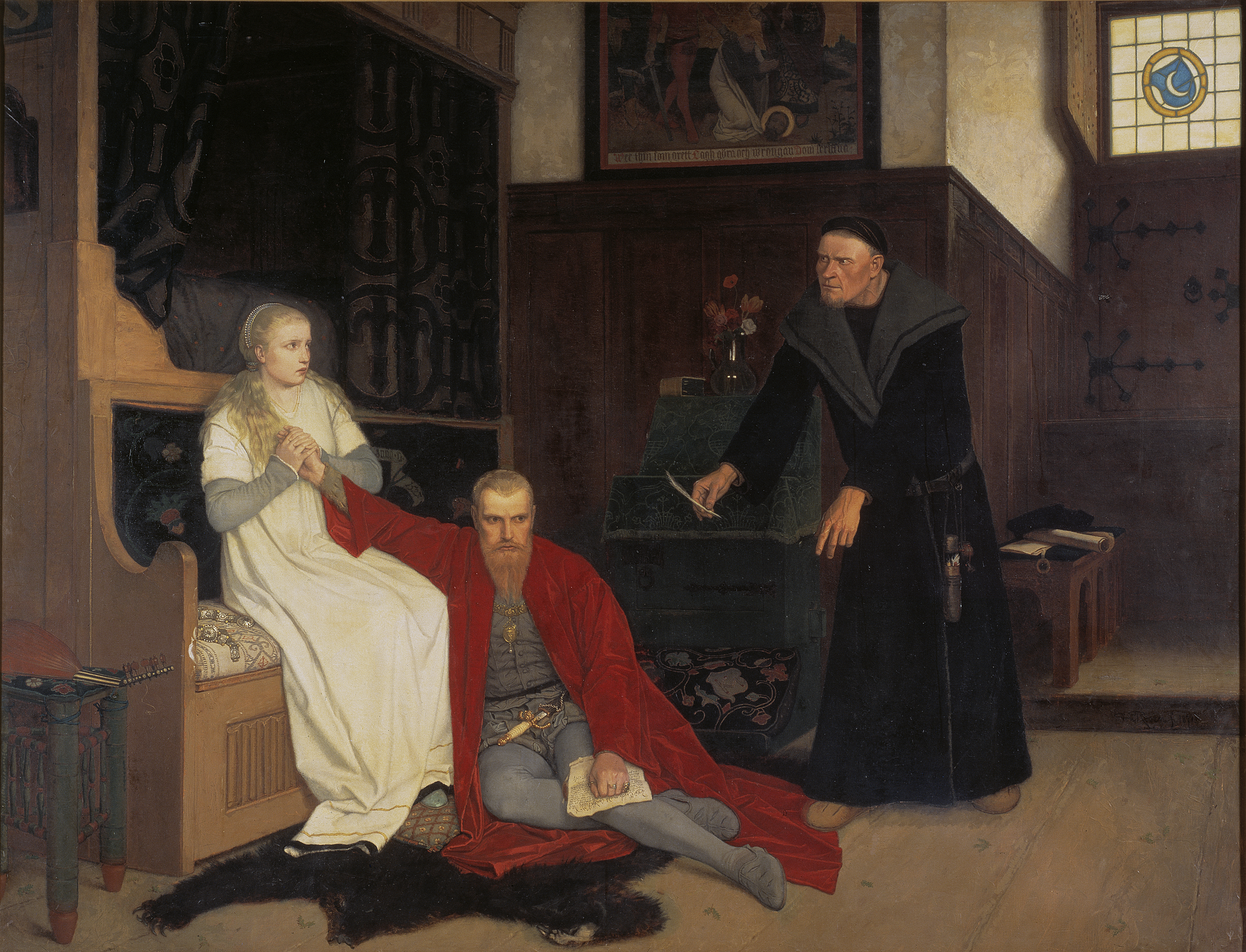
Erik XIV. und Karin Månsdotter, Gemälde von Georg von Rosen, 1871

Die romantische und tragische Vorstellung von der Liebe zwischen Karin und Erik hat Maler, Autoren und Filmemacher inspiriert. 1942 schrieb der finnische Schriftsteller Mika Waltari seinen Roman Kaarina Maununtytär (deutsch Karin Magnustochter, 1943). 1954 kam der schwedische Film Karin Månsdotter (Regie: Alf Sjöberg) in die Kinos.